# ガヴァルニー圏谷

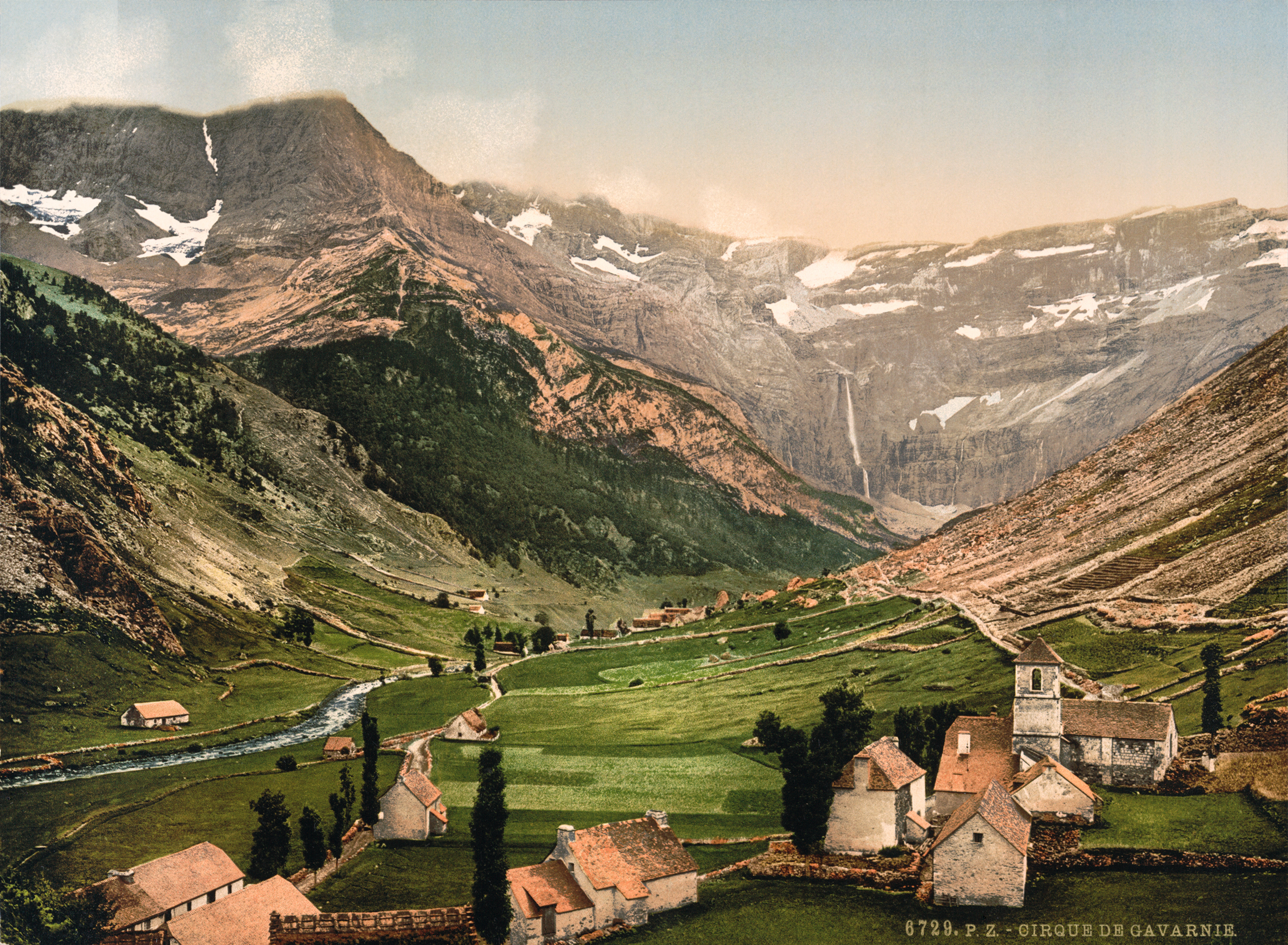
ガヴァルニー渓谷（1900年）

ガヴァルニー圏谷（ガヴァルニーけんこく、フランス語: Cirque de Gavarnie）は、フランス南西部で、スペイン国境に近いピレネー山脈中央部にある圏谷（カール）である。オート＝ピレネー県ガヴァルニー村のピレネー国立公園内にある。
この圏谷の主な見どころは、ローランの裂け目と ガヴァルニー滝である。その巨大さと馬蹄形が古代の円形闘技場に似ていることから、ヴィクトル・ユーゴーによって「自然のコロッセオ」と評された。 1997年には、「ピレネー山脈＝モン・ペルデュ」に登録された。
圏谷の幅は800m（最深部）、頂上の幅は約3,000mである。圏谷を囲む岩壁は、谷の底面から1,500mまである。
春、夏、秋の暖かい季節には、雪解け水が圏谷に流れ込む大きな滝がいくつもある。その中でも最大の滝はガヴァルニー滝で、ヨーロッパで2番目に高い滝である。滝は422メートルの高さを階段状に下り、滝壺に達する。
また、圏谷の縁を形成する峰々の間には、いくつかの峠や裂け目がある。最大のものは、海抜2,800メートルの「ローランの裂け目」である。伝説によると、その切り立った壁は、カール大帝の甥である英雄ローランの剣によって山に切り込まれたものである。
ガヴァルニー圏谷やピレネー山脈にある他の多くの圏谷は、氷河の侵食によって形成された。ガヴァルニー圏谷の巨大さは、何百万年もの間、氷河の削り取りが繰り返されたためと考えられている。
ガヴァルニー圏谷の上部にある峰には、フランス側とスペイン側の国立公園として保護されている数多くの希少な動植物が生息している。松林にはマルタゴユリ（Lis martagon,
Lilium martagon）が生育している。ユキノシタやその他の小さな高山植物の花々は岩肌に張り付いている。ヤギやカモシカに似た哺乳類の一種であるピレネーシャモアが岩山に生息している。